# Kovács Adél
Kovács Adél (Budapest, 1987. október 1. –) magyar divattervező, trendelőrejelző, dizájntanácsadó és egyetemi oktató.

## Élete
Édesanyja jelmeztervező. Gyermekkorát Dunaújvárosban töltötte, ahol a szocreál építészet és nemzetközileg is jelentős kortárs képzőművészeti közeg vette körül. Bátyja Kovács Zoltán építészmérnök, médiaművész, az Elefánt zenekar tagja.
2011-ben végzett az Moholy-Nagy Művészeti Egyetem textiltervező mesterszakán. Egyetemi évei alatt Erasmus-ösztöndíjjal egy félévet a London College of Fashionben, a világ öt legjobb divatiskolájának egyikében töltött. Néhány hónapot gyakornokként dolgozott a top designer Marios Schwabnál, majd az egyetem elvégzése után fél évig Eudon Choi designer asszisztense és stúdiómenedzsere volt. Egy évig tanulmányozta a japán kultúrát és öltözékművészetet. Évfolyamtársaival megalapította a Kepp Showroom formációt.
A Londonban szerzett tudást és az ez alapján kialakított tervezői filozófiáját 2010-től a NUBU-nál bontakoztatta ki, ahol gyakornokként kezdett, majd az egyetem elvégzése után a munkatársuk lett. 2011 óta társtervezőként a kreatív folyamatok bizonyos szakaszában, illetve részkollekciók tervezésében vesz részt. 2013-ban a Design Terminal harmadik öltözéktervezési pályázatán a legjobb kiegészítőért járó díjat nyerte. 2016-ban a részvételével létrehozott NUBU márkakollekció a Glamour magazin Woman of the Year díját nyerte Garam Judittal együtt „Az év divattervezője” kategóriában.
Tervezői stílusa a minimalizmus és funkcionalitás ötvözve a sportos és elegáns elemekkel. Öltözékeire a fenntarthatóság és a tudatos anyaghasználat jellemző. A tervezés, alkotás folyamatában gyakran hívja segítségül a dizájn és művészet társterületeit szezonális márkakoncepciók létrehozására és innovatív, magas minőségű termékek kidolgozására. Az általa is képviselt márka legnagyobb nemzetközi sikere a magyar olimpiai csapatnak a 2020-as tokiói olimpiára készült formaruha-kollekció.
2012 óta tanít a Budapesti Metropolitan Egyetemen, ahol több éve folytat tehetséggondozást. Hallgatói az év oktatójának választották. 2012-től divattervezést tanít a KREA Kortárs Művészeti Iskolában. 2021-ben az Archívé Atelier kreatív igazgatója, a Pécsi Tudományegyetemen a Breuer Marcell Doktori Iskola doktorandusz hallgatója (DLA), ahol az építészet és a divat összefüggéseit kutatja.

## Tanulmányai
- 2003-2006 Matematika–fizika szakirány – Széchenyi István Gimnázium, Dunaújváros
- 2004-2006 Corvin Rajziskola, Budapest
- 2006-2011 Textiltervező művész, MA – Moholy-Nagy Művészeti Egyetem, Budapest
- 2010 Menswear Designer – London College of Fashion[12]
- 2020- Breuer Marcell Doktori Iskola, Pécsi Tudományegyetem

## Szakmai tapasztalat
- Londonban Marios Schwab,[13] Eudon Choi[14]
- Kepp Showroom – alapítás a MOME-évfolyamtársakkal, formatervezésidíj-jelölés. Villa Budapest projekt – Tadao Ando, Ilse Crowford.
- NUBU – kollekciók bemutatója Párizs, Tokió, New York, Sanghaj. Olimpiai formaruha-kollekció, rendszeres szezonális bemutatók a Budapest Central Europian Fashionweeken. Formatervezésidíj-jelölés.

## Díjak, elismerések
- 2020 – Magyar Formatervezési Díj finalista, tokiói olimpiai formaruha-kollekció / NUBU
- 2020 – Inspiráló Nők díj jelölés, A leginspirálóbb designer / NUBU
- 2019 – Nyertes pályamű, tokiói olimpiai formaruha-kollekció / NUBU
- 2018 – InStyle Award jelölés, Instyle Magazin, A legkedveltebb magyar ruhatervező / NUBU
- 2016 – Women of the Year, Glamour Magazin, Az év divattervezője / NUBU
- 2013 – Az év profi divattervezője, Design Terminal Budapest
- 2011 – Magyar Formatervezési Díj finalista, Kepp Showroom Kollekció
- 2011 – Az év fiatal divattervezője jelölés, Fashion Awards Hungary
- 2011 – Nyertes pályamű, Vodafone Smart Award / Kepp Showroom
- 2009 – Nyertes pályamű, Young, Creative, Chevrolet / Kepp Showroom

## Ösztöndíjak
- 2021 – Térfúzió: Divat és Design – Az értékesítési tér újragondolása a modern közösségi és kulturális igények szempontjából  – Magyar Állami Eötvös Ösztöndíj (2021) Pályázati azonosító 16262[15]

## Kiállítások
- 2020 – Design Week Budapest Unfinished kiállítás NUBU és Forgó Árpád kiállítása[16] – NUBU Zen Store, Andrássy út 15.
- 2019 – Magyar olimpiai formaruha-kollekció[17]
- 2018 – NUBU Zen Store interior koncepció – Zen filozófia megjelenítése a ruha kollekcióban és a belsőépítészetben[18]
- 2014 – Showroom kiállítás – Magyar Intézet, Párizs
- 2013 – EU Gateway program divatbemutató és kiállítás, Tokió
- 2012 – Summer of Fashion kiállítás és divatbemutató, Bécs
- 2012 – World Design Capital Kepp csoportos kiállítás – Helsinki
- 2011 – Design Week Budapest – Kepp Showroom Digital Fashion Show, térinstallációra vetített divatfilm a ZOA Studióval[19]
- 2011 – Not Fashion Alone divatbemutató, Varsó
- 2011 – Artmuse Festival Noisy Coat performansz – Bocholt
- 2011 – Talente 63th International Handwerksmesse, München
- 2010 – Design Hét Budapest – Kepp Showroom Noisy Coat[20]
- 2010 – Noisy Coat Performansz – Kortárs Művészeti Intézet, Dunaújváros